# ジェームズ・マレー (俳優)
ジェームズ・マレー（James Murray、1975年1月22日 - ）は、イングランドの俳優・アーティスト・募金活動家。ジム・マレー（Jim Murray）としても知られる。

## 生い立ち
マレーはマンチェスターで生まれた。彼の曽祖父リチャード・ホリンズ・マレーは1927年に反射レンズを発明した。

## キャリア

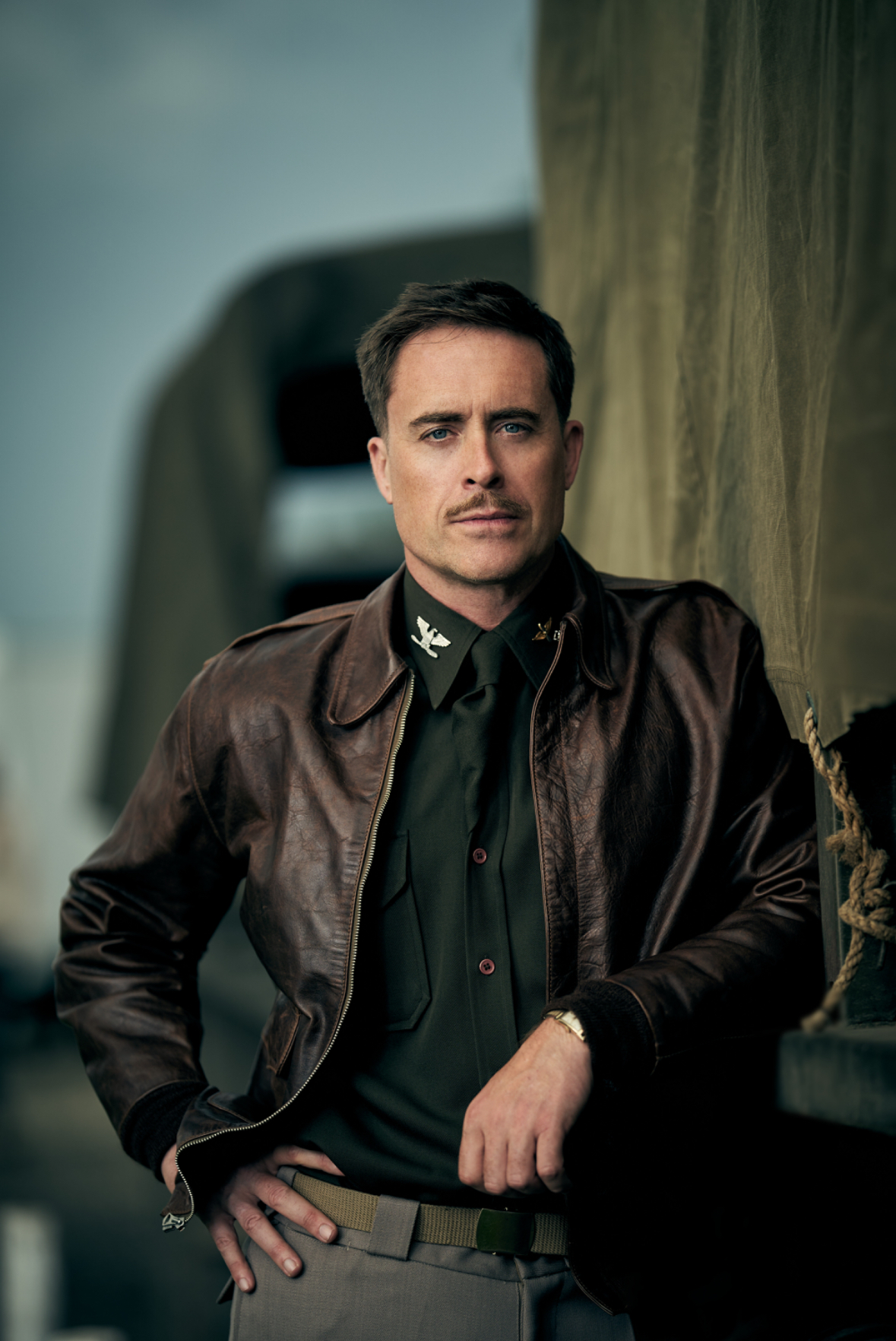
Masters of the Air（2024年）

マレーはITVの昼ドラ『コロネーション・ストリート』（1998年）のサンディ・ハンター役で最初の名声を受け、後にコメディシリーズ『Roger-Roger』（1999年） やドラマ『North Square』（2000年）、ミニシリーズ『Other People's Children』（2000年）、ドラマ『Sons and Lovers』（2003年）に出演。グラナダの『The Sittaford Mystery』(2006)にチャールズ・バーナビー役で、トーマス・ハーディの小説『Under the Greenwood Tree』の映画版（2005年）にディック・デウィー役、『Nailing Vienna』（2002年）にピーター役、『All the King's Men』（1999年）にウィル・ニードハム役、『Phoenix Blue』（2001年）にリック役で出演した。また、チャンネル4の『20 Things to Do Before You're 30』（2003年）のグレン役、BBC One の『Cutting It』シーズン4（2005年）のライアム・カーニー役といった、より重要な役も演じた。
ITVのSFドラマ『プライミーバル』には主人公ニック・カッターの研究室助手スティーブン・ハート役で出演し、シリーズ1と2に登場した。
ラリー・コーエンによるホラー映画『悪魔の赤ちゃん』のリメイク『ダニエル/悪魔の赤ちゃん』（2008年）では父フランク役を演じた。
コミックファンタジーシリーズをドラマ化し2009年4月に放送が始まった BBC Two の『Kröd Mändoon and the Flaming Sword of Fire』では、ラルフ・ロングシャフト役を演じた。
United Agents  によると、2010年11月から2011年4月にかけてマレーはCBSのドラマ『CHAOS』の撮影でバンクーバーにいた。彼の演じた登場人物はウェブサイトではミッチェル・ドーセトして紹介されていたが、ビリー・コリンズ役であった。
マレーはドラマ『ミステリー in パラダイス』のシリーズ2エピソード6「苦い再会」にロニー・スチュアート役で出演した。当該エピソードはグアドループで撮影が行われ、2013年2月に放送された。
ドラマ『DEFIANCE/ディファイアンス』ではナイルズ・ポッティンガー知事を演じた。シリーズ2の制作はトロントで行われ、2013年8月から2013年12月まで続き、2014年6月19日に放送された。シリーズ3でのマレーの出演は2015年6月27日のエピソード3 Dead Air であった。
ドラマ『Suspects』ではダニエル・ドラモンド役を演じ、2016年8月3日から31日にかけ全6エピソードが放送された。
ITVの超常ドラマシリーズ『HIM』三部作で父エドワード役を演じた。
ライアン・レイノルズ主演の映画『6アンダーグラウンド』（2019年）ではカレブ役で出演した。また、ITVのテレビドラマ『Invisible』では監督ジョン・ハウスマン役でキャストされた。

## 私生活
マレーは『Cutting It』で共演したサラ・パリシュと、2年の交際の末にハンプシャーで2007年12月15日に結婚した。2008年1月18日にサラの第1子妊娠が発表された。彼らの娘は2008年5月に出産予定日より5週間早く生まれ、2009年1月に先天性心疾患により8ヶ月で死去した。
パリシュとマレーは彼女もケアを受けたサウサンプトン・ジェネラル・ホスピタルで Children's Intensive Care ユニットのため集金を始めた。2009年11月21日には二人目の娘であるネルが生まれた。
マレーは2014年に妻と共に Murray Parish Trust を共同設立した。

## 作品
| 年   | 題                                              | 役                       | 備考                                                            |
| ---- | ----------------------------------------------- | ------------------------ | --------------------------------------------------------------- |
| 1998 | コロネーション・ストリート                      | サンディ・ハンター       | テレビシリーズ（4エピソード）                                   |
| 1999 | Roger Roger                                     | Jason the Gardener       | テレビシリーズ（1エピソード: "Two Much Wine, Too Many Stars"）  |
| 1999 | All the King's Men                              | ウィル・ニードハム       | テレビ映画                                                      |
| 2000 | Peak Practice                                   | マークス・ジョンソン     | テレビシリーズ（1エピソード: "Turning Tides"）                  |
| 2000 | Kevin & Perry Go Large                          | Candice's Adonis         | 映画                                                            |
| 2000 | Other People's Children                         | ルーカス                 | テレビシリーズ（1エピソード: "Episode No. 1.3"）                |
| 2000 | North Square                                    | ジョニー・ボーイ         | テレビシリーズ（10エピソード）                                  |
| 2001 | Phoenix Blue                                    | リック                   | 映画                                                            |
| 2002 | Nailing Vienna                                  | ピーター                 | 映画                                                            |
| 2002 | Clocking Off                                    | マーク・トールボット     | テレビシリーズ（1エピソード: "Episode No. 3.3"）                |
| 2002 | Always and Everyone                             | ダニー・バートン         | テレビシリーズ（8エピソード: "Episode No. 4.1 – No. 4.8"）      |
| 2003 | Sons and Lovers                                 | ウィリアム・モーレル     | テレビ映画                                                      |
| 2003 | 20 Thing's to Do Before You're 30               | グレン                   | テレビシリーズ（7エピソード）                                   |
| 2003 | Keen Eddie                                      | コリン・キニー           | テレビシリーズ（1エピソード: "Eddie Loves Baseball"）           |
| 2004 | Cutteing It                                     | ライアム・カーニー       | テレビシリーズ（12エピソード: 2004-2005）                       |
| 2005 | Under the Greenwood Tree                        | ディック・デウィー       | テレビ映画                                                      |
| 2006 | Agatha Christie's Marple: The Sittaford Mystery | チャールズ・バーナビー   | テレビ映画                                                      |
| 2007 | プライミーバル                                  | スティーブン・ハート     | テレビシリーズ（13エピソード: 2007-2008）                       |
| 2009 | ダニエル/悪魔の赤ちゃん                         | フランク・デイヴィス     | 映画                                                            |
| 2009 | Kröd Mändoon and the Flaming Sword of Fire      | ラルフ・ロングシャフト   | テレビシリーズ（4エピソード）                                   |
| 2011 | CHAOS                                           | ビリー・コリンズ         | テレビシリーズ（パイロット版と12エピソード: 2011）              |
| 2012 | ニュー・トリックス〜退職デカの事件簿〜          | ルーク・オズワルド       | テレビシリーズ（1エピソード: "Dead Poets" – No. 9.7）           |
| 2013 | ミステリー in パラダイス                        | ロニー・スチュアート     | テレビシリーズ（1エピソード: "A Dash of Sunshine" – No. 2.6）   |
| 2013 | バーナビー警部                                  | オリー・タボリ           | テレビシリーズ（1エピソード: "A Christmas Haunting" – No.16.1） |
| 2014 | DEFIANCE/ディファイアンス                       | ナイルズ・ポッティンガー | テレビシリーズ（シリーズ2全エピソード、シリーズ3エピソード3）   |
| 2015 | Cucumber                                        | ダニエル・コルトレーン   | テレビシリーズ（シリーズ1、エピソード1-6）                      |
| 2016 | Suspects                                        | ダニエル・ドラモンド     | テレビシリーズ（シリーズ5、エピソード1-6）                      |
| 2016 | HIM                                             | エドワード               | テレビシリーズ（全3エピソード）                                 |
| 2016 | Medici: Masters of Florence                     | ドージ・フォスカリ       | テレビシリーズ（シリーズ1、エピソード5）                        |
| 2018 | Age Before Beauty                               | Wesley                   | テレビシリーズ（全6エピソード）                                 |
| 2019 | 6アンダーグラウンド                             | カレブ                   | 映画                                                            |
| 2020 | Invisible                                       | ジョン・ハウスマン監督   | テレビシリーズ（プリプロダクション）                            |
| 2022 | ザ・クラウン The Crown                          | アンドリュー・王子       |                                                                 |